# Pleurospermum hookeri
Pleurospermum hookeri är en flockblommig växtart som beskrevs av Charles Baron Clarke. Pleurospermum hookeri ingår i släktet piplokor, och familjen flockblommiga växter.

## Underarter
Arten delas in i följande underarter:
- P. h. hookeri
- P. h. thomsonii